# بهاونگر
بهاونگر بندری در جنوب ایالت گجرات هند است. شهر بهاونگر در مرکز ناحیه بهاونگر در ایالت گجرات هند قرار دارد. این شهر در سال ۱۷۲۳ توسط بهاوسینجهی گوهیل تأسیس شد. این شهر پایتخت ایالت بهاونگر بود که یک ایالت شاهزاده‌نشین بود تا اینکه در فوریه ۱۹۴۸ به اتحادیه هند ملحق شد. بهاونگر در فاصله ۱۹۰ کیلومتری از پایتخت ایالت، گاندی‌نگر، در غرب خلیج خمبات قرار دارد. این شهر همواره برای تجارت اهمیت داشته و دارای صنایع بزرگ و کوچک متعددی است، به همراه بزرگ‌ترین میدان کارگاه بازیافت کشتی جهان، آلنگ، که در فاصله ۵۰ کیلومتری قرار دارد. بهاونگر همچنین به خاطر نسخه خاص خود از میان‌وعده محبوب گجراتی به نام «گانتیا» و «جالبی» معروف است.

## تاریخچه
خاندان راجپوت‌های گوهیل از قبیله سوریاوانشی در ماروار با رقابت شدیدی مواجه بودند. حدود سال ۱۲۶۰ میلادی، آنها به منطقه ساحلی گجرات مهاجرت کردند و سه پایتخت تأسیس کردند: سجاکپور (اکنون رانپور)، اومرالا، و سیهور. سجاکپور در سال ۱۱۹۴ تأسیس شد.
در سال‌های ۱۷۲۲–۱۷۲۳، نیروهای تحت رهبری خانتاجی کادانی و ماراتای پیلاجی گایکواد سعی کردند به سیهور حمله کنند اما توسط ماهاراجا بهاوسینجهی گوهیل دفع شدند. پس از جنگ، بهاوسینجهی متوجه شد که دلیل حملات مکرر، موقعیت سیهور بود. در سال ۱۷۲۳، او پایتخت جدیدی در نزدیکی روستای وادوا، در فاصله ۲۰ کیلومتری از سیهور، تأسیس کرد و آن را به نام خود بهاونگر نامید. این مکان به دلیل پتانسیل تجارت دریایی به دقت انتخاب شده بود. به‌طور طبیعی، بهاونگر پایتخت ایالت بهاونگر شد. در سال ۱۸۰۷، ایالت بهاونگر تحت حمایت بریتانیا قرار گرفت.
شهر قدیمی بهاونگر یک شهر مستحکم با دروازه‌هایی بود که به شهرهای مهم منطقه‌ای دیگر منتهی می‌شد. این شهر برای تقریباً دو قرن یک بندر اصلی باقی ماند و با موزامبیک، زنگبار، سنگاپور و خلیج پارسی تجارت می‌کرد.
بهاوسینجهی اطمینان حاصل کرد که بهاونگر از درآمد حاصل از تجارت دریایی، که توسط سورات و کمبای انحصار شده بود، بهره‌مند شود. از آنجا که قلعه سورات تحت کنترل سیدی‌های جانجیرا بود، بهاوسینجهی توافقی با آنها بست که به سیدی‌ها ۱٫۲۵٪ از درآمد بندر بهاونگر اختصاص می‌داد. بهاوسینجهی توافق مشابهی با بریتانیایی‌ها هنگام تصرف سورات در سال ۱۸۵۶ انجام داد. در زمان قدرت بهاوسینجهی، بهاونگر از یک رئیس‌نشین کوچک به یک ایالت نسبتاً مهم تبدیل شد. این امر به دلیل افزودن سرزمین‌های جدید و درآمد حاصل از تجارت دریایی بود. جانشینان بهاوسینجهی نیز به تشویق تجارت دریایی از طریق بندر بهاونگر ادامه دادند و اهمیت آن را برای ایالت درک کردند. قلمرو توسط نوه بهاوسینجهی، وختسینجهی گوهیل، با تصرف زمین‌های متعلق به کولی‌ها و کاتی‌ها، به دست آوردن راجولا از نواب صاحب احمد خان، و الحاق تالوکای غوغا به ایالت گسترش یافت.
در سال ۱۷۹۳، وختسینجهی قلعه‌های چیتال و تالاجا را فتح کرد و بعداً ماهووا، کوندلا، تراپاج، اومرالا، و بوتاد را نیز فتح کرد. بهاونگر بندر اصلی ایالت باقی ماند، در حالی که ماهووا و غوغا نیز بنادر مهمی شدند. به دلیل تجارت دریایی، ایالت در مقایسه با سایر ایالت‌ها شکوفا شد. در اواخر قرن نوزدهم، راه‌آهن ایالت بهاونگر ساخته شد. این امر بهاونگر را به اولین ایالتی تبدیل کرد که بدون کمک دولت مرکزی سیستم راه‌آهن خود را ساخت، که در «روزنامه امپراتوری هند» ذکر شده است. آقای پیل، یک عامل سیاسی، ایالت را چنین توصیف کرد: «با مالیه شکوفا و کارهای خوب در جریان. دربارهٔ مسائل مالی نیاز به گفتن کمی دارم؛ شما هیچ بدهی ندارید و خزانه‌تان پر است.» بین سال‌های ۱۸۷۰ و ۱۸۷۸، ایالت تحت اداره مشترک قرار گرفت، زیرا شاهزاده تختسینجهی خردسال بود. این دوره اصلاحات قابل‌توجهی در زمینه‌های مدیریت، جمع‌آوری درآمد، قوه قضائیه، خدمات پست و تلگراف، و سیاست اقتصادی به همراه داشت. بنادر نیز مدرن شدند. دو نفر مسئول این اصلاحات بودند: ای.اچ. پرسیوال از خدمات مدنی بمبئی و گاوری‌شنکار اودایشانکار اوزا، وزیر ارشد ایالت بهاونگر.
در سال ۱۹۱۱، ماهارانی نوندکانواربا از بهاونگر نشان تاج هند، بالاترین نشان امپراتوری برای زنان امپراتوری بریتانیا، را دریافت کرد. ایالت شاهزاده‌نشین سابق بهاونگر همچنین به نام گوهیلواد، «سرزمین گوهیل‌ها» (قبیله خانواده حاکم) شناخته می‌شد.

### الحاق به اتحادیه هند در سال ۱۹۴۷
تا استقلال هند در سال ۱۹۴۷، بهاونگر یک ایالت مستقل تحت حاکمیت خانواده راجپوت گوهیل بود. در سال ۱۹۴۷، معاون نخست‌وزیر اتحادیه تازه استقلال‌یافته هند، سردار والابهای پاتل، وظیفه جاه‌طلبانه و پیچیده یکپارچه‌سازی ۵۶۲ ایالت شاهزاده‌نشین با اتحادیه هند را بر عهده گرفت. آخرین ماهاراجای حاکم بهاونگر، کریشناکومار سینجهی، اداره ایالت بمبئی خود را در سال ۱۹۴۸ به نماینده مردم واگذار کرد.
ماهاراجا کریشنا کومارسینجهی یکی از اولین کسانی بود که پادشاهی خود را به اتحادیه هند ملحق کرد.
خانواده سلطنتی سابق بهاونگر همچنان نقش فعالی در صحنه عمومی و همچنین در تجارت (هتل‌ها، املاک، کشاورزی، و بازیافت کشتی) ایفا می‌کند و در شهر و مناطقی که ایالت شاهزاده‌نشین سابق بهاونگر را تشکیل می‌دادند، مورد احترام مردم است.

## جغرافیا و اقلیم

### توپوگرافی
بهاونگر یک شهر ساحلی در ساحل شرقی سوراشترا، که به نام کاتیاوار نیز شناخته می‌شود، در مختصات ۲۱°۴۶′ شمالی ۷۲°۰۹′ شرقی / ۲۱٫۷۷° شمالی ۷۲٫۱۵° شرقی / ۲۱٫۷۷; ۷۲٫۱۵ قرار دارد. این شهر دارای ارتفاع متوسط ۲۴ متر (۷۸ فوت) است. مساحتی به وسعت ۵۳٫۳ کیلومتر مربع (۲۰٫۶ مایل مربع) را اشغال می‌کند و پنجمین شهر پرجمعیت گجرات است. شیب کلی به سمت شمال شرقی در رأس خلیج خمبات فرومی‌رود. یک رودخانه غیر دائمی کوچک به نام کانسارا نالا از منطقه بیرونی شهر عبور می‌کند.

### اقلیم
مانند اکثر مناطق گجرات، بهاونگر دارای آب و هوای نیمه‌خشک گرم (کوپن: BSh) است، با تابستان‌های گرم و خشک از مارس تا اواسط ژوئن، فصل مرطوب موسمی از اواسط ژوئن تا اکتبر، و زمستان‌های معتدل از نوامبر تا فوریه. عملاً خارج از فصل موسمی بارندگی وجود ندارد، در حالی که در طول موسمی شهر به‌طور متوسط حدود ۶۵۵ میلی‌متر یا ۲۶ اینچ باران دریافت می‌کند، اگرچه تغییرات شدید است، همان‌طور که از مجموع سالانه تا ۱٬۴۲۸٫۹ میلی‌متر یا ۵۶٫۲۶ اینچ در سال ۱۹۷۰ و تا ۱۵۷٫۲ میلی‌متر یا ۶٫۱۹ اینچ در سال ۱۹۷۴ مشاهده می‌شود. طبقه‌بندی نیمه‌خشک به دلیل تبخیر و تعرق بالای شهر است. دمای متوسط از نوامبر تا فوریه حدود ۲۳ درجه سانتی‌گراد یا ۷۳٫۴ درجه فارنهایت است، با رطوبت کم.
زمین‌شناسی
منطقه سوراشترا بخشی از غرب هند است که از نظر زمین‌شناسی فعال است و در منطقه زلزله‌خیز ۳ نقشه منطقه‌بندی دفتر استانداردهای هند قرار دارد. این منطقه به‌طور کلی و به‌ویژه اطراف بهاونگر از نظر تکتونیکی ناپایدار بوده است.
بین ۹ اوت ۲۰۰۰ و ۱۵ دسامبر ۲۰۰۰، مجموعه‌ای از زلزله‌ها در شرق سوراشترا با کانون‌هایی در بهاونگر رخ داد. ۱۳۲ زلزله با بزرگی ۰٫۵ تا ۳٫۸ ثبت شد. پنج زلزله با بزرگی بیش از ۳ و حداکثر بزرگی ۳٫۸ بودند. این رویدادها به منطقه‌ای محدود شدند که بخش جنوبی شهر بهاونگر و روستای تارسامیا در حومه شهر را در بر می‌گرفت. هیچ تلفات جانی به دلیل این زلزله ثبت نشد.
بر اساس سوابق تاریخی، زلزله‌ای با بزرگی ۷ در نزدیکی بهاونگر در فوریه ۱۷۰۵ رخ داد. فعالیت‌های گروهی زلزله نیز در اطراف پالیاد (۶۰ کیلومتری شمال بهاونگر) در طول ژوئیه–اوت ۱۹۳۸ به مدت حدود دو ماه با چهار زلزله با بزرگی برابر یا بیشتر از ۵ و حداکثر بزرگی ۶٫۰ رخ داد.

## جمعیت‌شناسی
بر اساس سرشماری هند در سال ۲۰۱۱، بهاونگر جمعیتی بالغ بر ۵۹۳٬۷۶۸ نفر داشت. بهاونگر دارای نرخ سواد متوسط ۸۶٪ است، بالاتر از میانگین ملی ۵۹٫۵٪؛ با سواد مردان ۹۱٪ و سواد زنان ۸۰٪. ۱۰٪ از جمعیت زیر ۶ سال سن دارند. مردان بزرگسال ۵۲٪ و زنان ۴۸٪ از جمعیت را تشکیل می‌دهند. پیروان اردیان در بهاونگر به شرح ذیل گزارش شده است:
| ادیان در شهر بهاونگر (۲۰۱۱) |  |  |        |  |
| --------------------------- |  |  | ------ |  |
| دین                         |  |  | درصد   |  |
| هندوئیسم                    |  |  | ۸۴٫۵۸٪ |  |
| اسلام                       |  |  | ۱۲٫۲۱٪ |  |
| جینیسم                      |  |  | ۲٫۶۴٪  |  |